# Präkeramisches Neolithikum

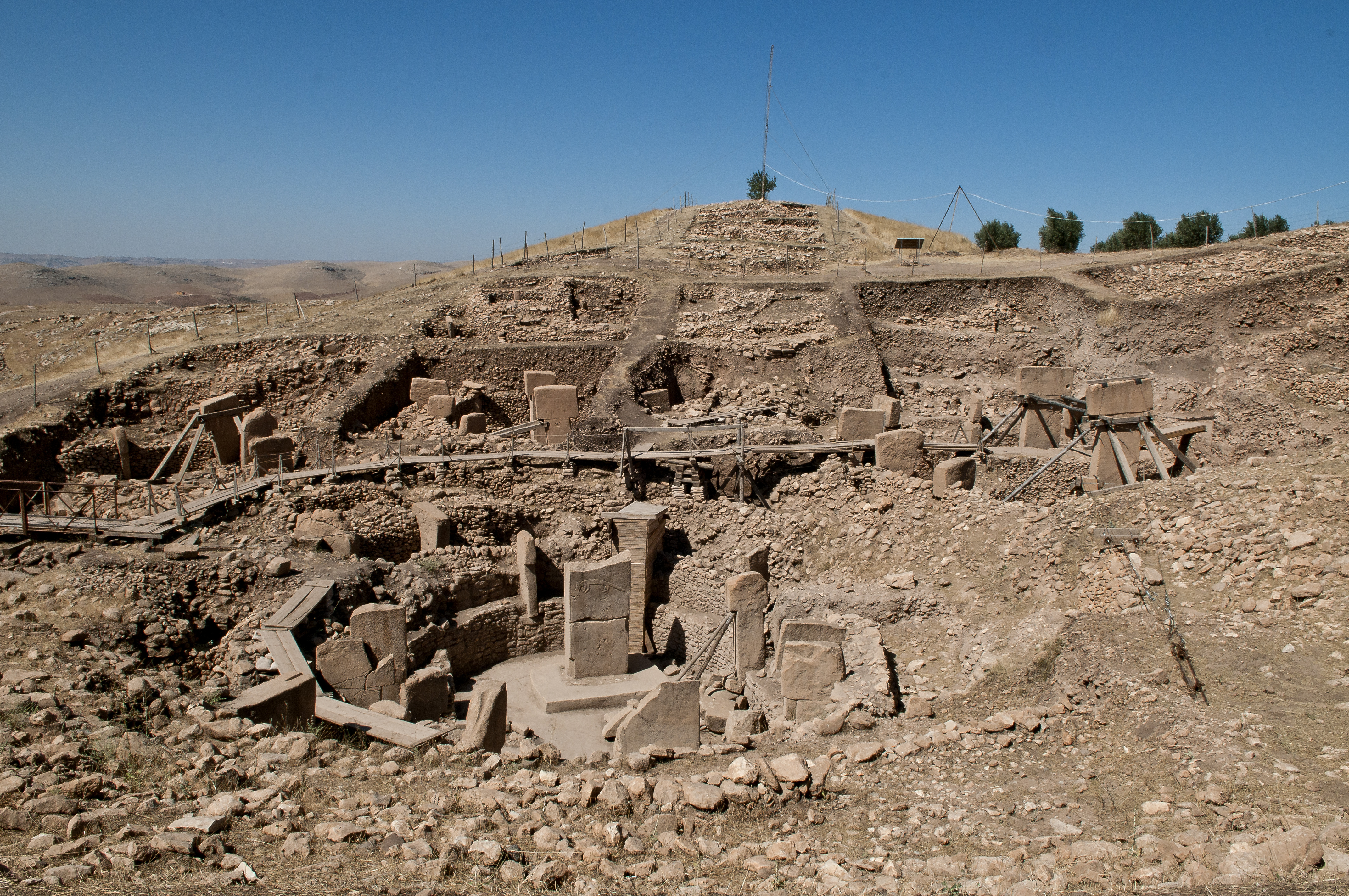
Göbekli Tepe, eine Fundstelle des Präkeramischen Neolithikums

Als Präkeramisches Neolithikum bezeichnet man die frühe Jungsteinzeit in verschiedenen Regionen der Welt, in der Ackerbau und Viehzucht betrieben, aber keine Tongefäße hergestellt wurden.
Figurinen und andere Gegenstände aus gebranntem Ton können jedoch durchaus bekannt sein. Solche Epochen gab es unter anderem im Vorderen Orient und in der östlichen Ägäis.
Das „Präkeramische Neolithikum“ ist als Überbegriff zu betrachten und beschreibt einen Zeitraum von 9500 bis 6400 v. Chr. Es kann je nach Region und Epoche weiter differenziert werden, so für den vorderen Orient oder fruchtbaren Halbmond etwa in Präkeramisches Neolithikum A (PPNA), Präkeramisches Neolithikum B (PPNB) und Präkeramisches Neolithikum C (PPNC).

## Abgrenzung
In der Archäologie wird zwischen dem präkeramischen und keramischen Neolithikum unterschieden, weil die bäuerliche Lebensweise zunächst noch ohne Keramik begann. Von „Keramik“  bzw. keramischen Neolithikum ist dann die Rede, wenn keramische Gebrauchsgegenstände produziert werden, denn bereits im Jungpaläolithikum gab es etwa gebrannte Tonfiguren.

## Begriffsgeschichte
Kathleen Kenyon prägte in den 1950er Jahren den Begriff präkeramisches Neolithikum (Pre-pottery Neolithic), als sie bei Grabungen am Tell es-Sultan von Jericho (1952–1958) eine basale Schichtenfolge ohne Töpferware fand. Da zu dieser Zeit die Hypothese einer „Neolithischen Revolution“ mit einem relativ schnellen Übergang zur bäuerlichen Wirtschaftsweise verfochten wurde, erregte die zeitliche Trennung von Landwirtschaft (Domestizierung von Pflanzen und Tieren) sowie Sesshaftigkeit von der bis dahin als gleichzeitig angesehenen Töpferware Aufsehen.
Der Begriff akeramisches Neolithikum oder Akeramikum wird manchmal synonym verwendet. Reingruber weist jedoch darauf hin, dass akeramische Episoden auch vorkommen können, wenn die Verwendung von gebranntem Ton bereits bekannt ist. So interpretierte John Evans die frühesten Schichten von Knossos ursprünglich als eine kurzfristige Niederlassung von Einwanderern, die lediglich wegen der besonderen Umstände keine Keramik herstellten.
Auch in späteren Epochen können akeramische Epochen auftreten, so in der irischen späten Eisenzeit und im walisischen, schottischen und irischen Frühmittelalter.

## Vorderer Orient
Im Vorderen Orient gab es seit dem 9. Jahrtausend v. Chr. Gefäße aus Stein, Gips und Kalk (vaiselles blanches oder White ware). Die so genannte white ware wurde aus gebranntem Kalk oder Gips geformt, vermutlich in Körben. Das PPN erstreckt sich vom Anfang des Holozäns bis in das frühe 7. Jahrtausend. Die Epoche ist in die Perioden Präkeramisches Neolithikum A und Präkeramisches Neolithikum B unterteilt, international als PPNA und PPNB (vom englischen Pre-Pottery Neolithic) abgekürzt. In Palästina und auf Zypern gibt es außerdem eine Stufe C (Präkeramisches Neolithikum C, PPNC).

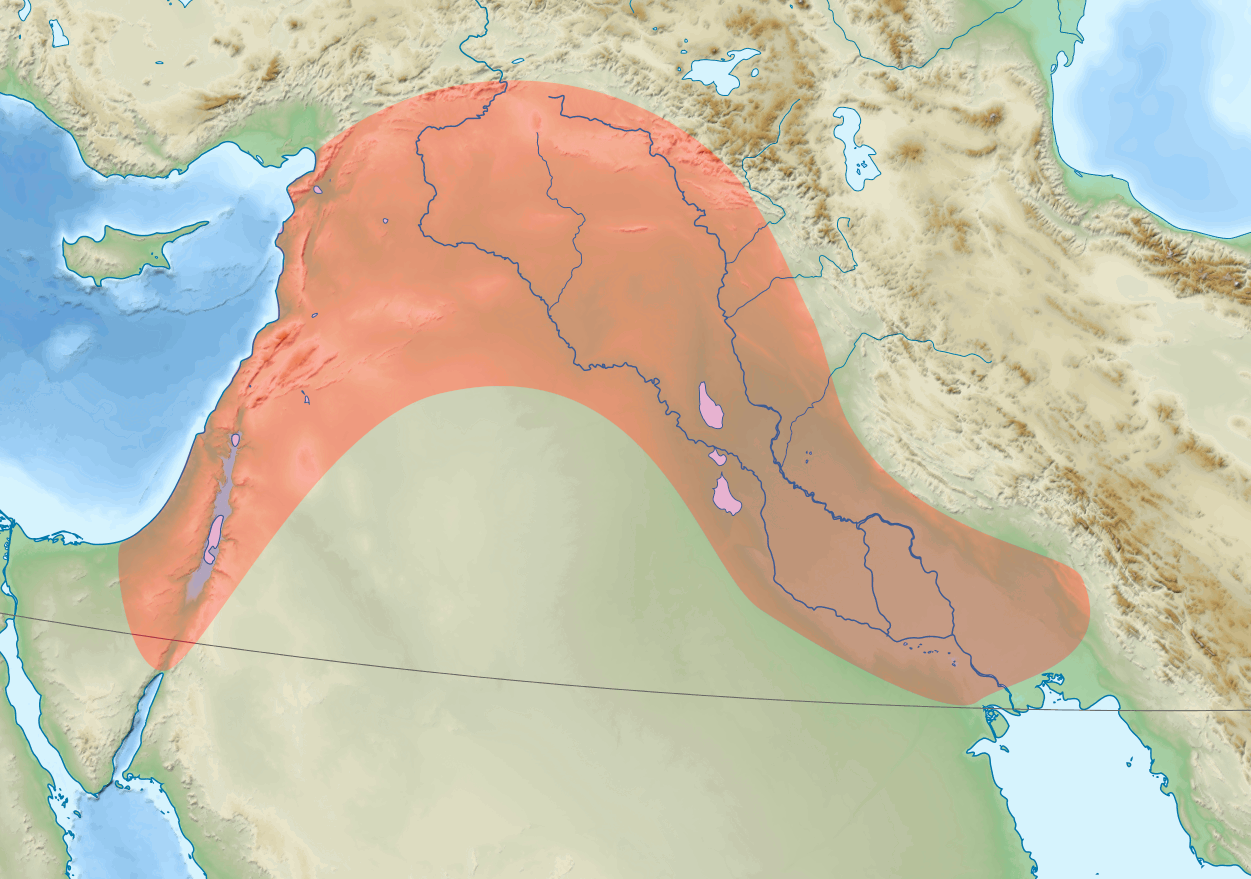
Die Region des fruchtbaren Halbmondes

## Anatolien
In Anatolien findet sich ein präkeramisches Neolithikum an Fundorten wie Aşıklı Höyük, Göbekli Tepe, Pınarbaşı (Tell) und Boncuklu. Dieses wird manchmal, in Anlehnung an die levatinische Terminologie, in die Phasen PPN A und B unterteilt, eine Praxis, die Michael Rosenberg und Aslı Erim-Özdoğan als irreführend ablehnen. Sie sprechen dagegen von frühem und späten präkeramischen Neolithikum. James Mellaart beschrieb akeramische Schichten von Çatal Höyük, in der folgenden (letzten) Grabungssaison wurde aber wieder Keramik gefunden.

## Ägäis
In den untersten Schichten von Knossos auf Kreta wurde von John Evans eine Siedlung des akeramischen Neolithikums freigelegt.
In Thessalien postulierte Vladimir Milojčić die Existenz eines akeramischen Neolithikums, dies hat sich jedoch als unzutreffend erwiesen. Dimitrios Theocharis behauptete auch für Kastraki Magoula (Sesklo), Soufli Magoula und Achilleion die Existenz akeramischer Schichten, spätere Grabungen durch Gallis und Gimbutas konnten dies jedoch nicht belegen.
Die Frage eines akeramischen Neolithikums in Thessalien war mit der Diskussion über den Ursprung des griechischen Neolithikums verbunden – war es vor Ort entstanden oder waren seine Träger aus Anatolien eingewandert(?)

## Zypern
Das Epipaläolithikum Zyperns begann um 9600 v. Chr. und endete bereits gut tausend Jahre später. Die späte Phase des präkeramischen Neolithikums wird auf Zypern zwischen 7.000 und 5.200 v. Chr. datiert (Kalavasos-Tenta).

## Indien
In Indien um 7000–5500 v. Chr. mit der Prä-Harappankultur (Mehrgarh I), die dem akeramisches Neolithikum einer frühen Ackerbau-Ära entspricht.

## Südamerika
Die ältesten Stadtsiedlungen auf dem südamerikanischen Kontinent, wie z. B. Caral in Peru, fallen mit einem Alter von 5000 Jahren in den frühesten Siedlungsschichten auch in die Epoche des Präkeramischen Neolithikums.

## Belege
1. ↑  Denise Schmandt-Besserat: The Beginnings of the Use of Clay in Turkey. In: Anatolian Studies. Band 27, 1977, S. 133–150, JSTOR:3642659.
2. ↑  Kathleen M. Kenyon: Digging up Jericho. Benn, London 1957.
3. ↑  Vere Gordon Childe: Man makes himself. Watts, London 1936 (dt.: Der Mensch schafft sich selbst. Verlag der Kunst, Dresden 1959)
4. ↑  Agathe Reingruber: The transition from the Mesolithic to the Neolithic in a circum-Aegean perspective: concepts and narratives. In: Apostolos Sarris et al. (Hrsg.): Communities, landscapes and interaction in Neolithic Greece. Ann Arbor: International Monographs in Prehistory 2017. S. 10.
5. ↑  "temporary camp of immigrants", John Evans, Excavations at the Neolithic settlement of Knossos, 1957–1960. Part I. Annuals of the British School at Athens Band 59, 1964, S. 132–240.
6. ↑  Barry Raftery: The conundrum of Irish Iron Age pottery. In: Barry Raftery, Vincent Megaw, Val Rigby (Hrsg.): Sites and sights of the Iron Age: essays on fieldwork and museum research presented to Ian Matheson Stead. Oxford, Oxbow, 149-156
7. ↑  Ian Armit: Irish-Scottish connections in the first millennium AD: an evaluation of the links between souterrain ware and Hebridean ceramics. Proceedings of the Royal Irish Academy: Archaeology, Culture, History, Literature 108C, 2008, 4. Stable URL: JSTOR:40657920
8. ↑  Caroline Earwood: Turned Wooden Vessels of the Early Historic Period from Ireland and Western Scotland. Ulster Journal of Archaeology 54/55, 1991/92, 154-159.
9. ↑  Agathe Reingruber: The transition from the Mesolithic to the Neolithic in a circum-Aegean perspective: concepts and narratives. In: Apostolos Sarris et al. (Hrsg.): Communities, landscapes and interaction in Neolithic Greece. Ann Arbor, International Monographs in Prehistory 2017, 9
10. ↑  Michael Rosenberg, Aslı Erim-Özdoğan: The Neolithic in Southeastern Anatolia. In: Gregory McMahon, Sharon Steadman (Hrsg.): The Oxford Handbook of Ancient Anatolia, 10,000-323 BCE. Oxford University Press, Oxford, Online publiziert: Nov 2012 doi:10.1093/oxfordhb/9780195376142.013.0006.
11. ↑  James Mellaart: Çatal Hüyük: a Neolithic town in Anatolia. Thames and Hudson, London 1967.
12. ↑  John D. Evans: Neolithic Knossos; the Growth of a Settlement. Proceedings of the Prehistoric Society 37/2, 1971, S. 95–117.
13. ↑  Nikos Efstratiou, Alexandra Karetsou, Eleni S. Banou, Despina Margomenou: The Neolithic settlement of Knossos: new light on an old picture. In: Gerald Cadogan, Eleni Hatzaki, Adonis Vasilakis (Hrsg.): Knossos: Palace, city, state. British School at Athens Studies 12, 2004, S. 39–49. Stabile URL: JSTOR:40960764.
14. ↑  Agathe Reingruber: Die deutschen Ausgrabungen auf der Argissa-Magula in Thessalien II. Die Argissa-Magula. Das frühe und das beginnende mittlere Neolithikum im Lichte transägäischer Beziehungen. Beiträge zur ur- und frühgeschichtlichen Archäologie des Mittelmeer-Kulturraumes 35. Habelt, Bonn 2008.
15. ↑  Agathe Reingruber: The transition from the Mesolithic to the Neolithic in a circum-Aegean perspective: concepts and narratives. In: Apostolos Sarris et al. (Hrsg.): Communities, landscapes and interaction in Neolithic Greece. Ann Arbor, International Monographs in Prehistory 2017, S. 10.
16. ↑  Kostas Kotsakis: Mesolithic to Neolithic in Greece. Continuity, discontinuity or change of course? In: Documenta Praehistorica. XXVIII, 2001, 63-73, https://revije.ff.uni-lj.si/DocumentaPraehistorica/article/download/28.4/6177.